# Waraka ibn Nawfal
Waraka (Waraqah) ibn Nawfal ibn Asad ibn Abd-al-Uzza ibn Qusayy Al-Qurashi (arapski ورقه بن نوفل بن أسد بن عبد العزّى بن قصي القرشي) bio je arapski nestorijanski svećenik, koji je u islamu čašćen kao hanif koji je među prvima povjerovao da je Muhamed Alahov prorok.

## Život
Hatidža, Muhamedova prva supruga, bila je Warakina sestrična u prvom koljenu. Waraka i Hatidža su također bili daljnji bratić i sestrična proroka Muhameda — njihov je djed po ocu, Asad ibn Abd-al-Uzza, bio Muhamedov pra-pra-pradjed po majci. Waraka je s Muhamedom bio povezan i na drugi način — Asad je bio unuk Muhamedovog pretka Qusaija ibn Kilaba. Warakini su roditelji bili Nawfal i njegova žena Hind. Kad je Waraka zaprosio Hatidžu, ona ga je odbila, kao i mnoge druge muškarce.
Židovi i kršćani pomogli su Waraki da stekne dosta znanja o Bibliji. Prema riječima Muhamedove supruge Ajše, Waraka je rekao da je anđeo koji je prenio Muhamedu Allahove riječi bio Gabrijel. Zbog toga što ga je smatrao pravovjernim, Muhamed je za Waraku rekao da je njegova duša u raju.